# 居朗
居朗（法語：Guran，法語發音：[ɡyʁɑ̃]）是法国上加龙省的一个市镇，属于圣戈当区。

## 地理
居朗（42°53'24"N, 0°36'58"E）面积5.28 平方千米，位于法国奧克西塔尼大區上加龙省，该省份为法国西南部内陆省份，西南端与西班牙接壤，自此顺时针与上比利牛斯省、热尔省、塔恩-加龙省、塔恩省、奥德省和阿列日省接壤。
与居朗接壤的市镇（或旧市镇、城区）包括：索斯特、巴绍、比尔加莱、莱日。

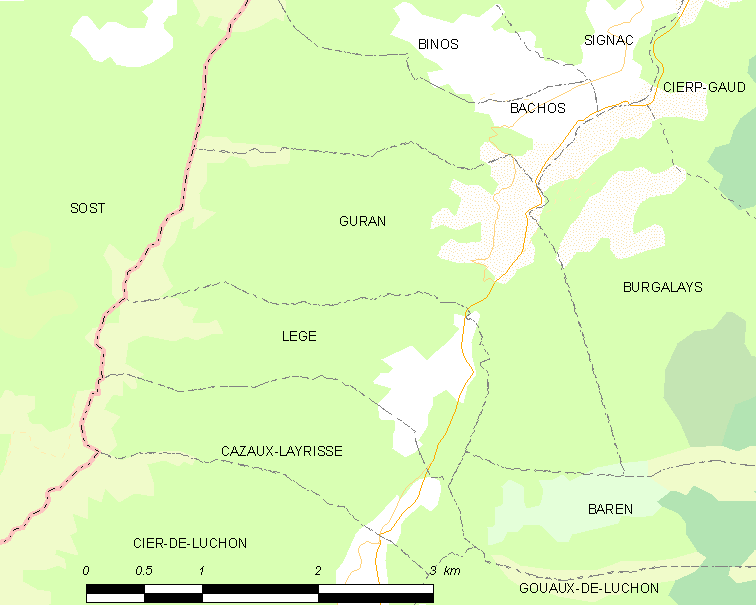
居朗的OSM定位图

居朗的时区为UTC+01:00、UTC+02:00（夏令时）。

## 行政
居朗的邮政编码为31440，INSEE市镇编码为31235。

## 政治
居朗所属的省级选区为巴涅尔德吕雄县。

## 人口

1962-2008年间居朗人口变化图示

居朗于2022年1月1日时的人口数量为58人。